# Вариация Фреше
Вариация Фреше — одна из числовых характеристик функции нескольких переменных, которую можно рассматривать как многомерный аналог вариации функции одного переменного.

## Определение
Вариация Фреше определяется как:
{\displaystyle F(f,\;D_{n})\,{\stackrel {\mathrm {def} }{=}}\sup _{\varepsilon }\,\sup _{\Pi }\left|\sum _{r_{1}=0}^{l_{1}-1}\sum _{r_{2}=0}^{l_{2}-1}\ldots \sum _{r_{n}=0}^{l_{n}-1}\varepsilon _{n}^{(r_{1})}\varepsilon _{n}^{(r_{2})}\ldots \varepsilon _{n}^{(r_{n})}\times \right.}
{\displaystyle \times \Delta _{h_{1}^{(r_{1})}h_{2}^{(r_{2})}\ldots h_{n}^{(r_{n})}}(f;\;x_{1}^{(r_{1})},\;x_{2}^{(r_{2})},\;\ldots ,\;x_{n}^{(r_{n})}){\Bigg |},}
где {\displaystyle f(x)=f(x_{1},\;x_{2},\;\ldots ,\;x_{n})} — действительнозначная функция, заданная на {\displaystyle n}-мерном параллелепипеде {\displaystyle D_{n}}
{\displaystyle D_{n}=[a_{1},\;b_{1}]\times [a_{2},\;b_{2}]\times \ldots \times [a_{n},\;b_{n}];}
{\displaystyle \Pi } — произвольное разбиение параллелепипеда {\displaystyle D_{n}} гиперплоскостями {\displaystyle x_{s}=x_{s}^{(r_{s})}} такими, что
{\displaystyle x_{s}^{(0)}=a_{s}}, {\displaystyle x_{s}^{(l_{s})}=b_{s}} и {\displaystyle x_{s}^{(r_{s})}<x_{s}^{(r_{s}+1)}},
где {\displaystyle r_{s}=0,\;1,\;2,\;\ldots ,\;l_{s}}, {\displaystyle s=1,\;2,\;\ldots ,\;n}.
{\displaystyle h_{s}^{(r_{s})}=x_{s}^{(r_{s}+1)}-x_{s}^{(r_{s})}} — шаг разбиения;
{\displaystyle \Delta _{h_{k}}(f,\;x)=f(x_{1},\;x_{2},\;\ldots ,\;x_{k}+h_{k},\;\ldots ,\;x_{n})-f(x_{1},\;x_{2},\;\ldots ,\;x_{k},\;\ldots ,\;x_{n})} ({\displaystyle k=1,\;2,\;\ldots ,\;n}) — приращение функции по {\displaystyle x_{k}}-ой координате;
{\displaystyle \Delta _{h_{1}h_{2}\ldots h_{k}}(f;\;x)=\Delta _{h_{k}}(\Delta _{h_{1}h_{2}\ldots h_{k-1}};\;x)} — обобщённое приращение функции по первым {\displaystyle k} координатам ({\displaystyle k=2,\;3,\;\ldots ,\;n});
{\displaystyle \varepsilon _{k}^{(r_{k})}=\pm 1} ({\displaystyle k=1,\;2,\;\ldots ,\;n}) произвольным образом.

## Применение
Если {\displaystyle F(f;\;D_{n})<\infty }, то говорят, что функция {\displaystyle f(x)} имеет ограниченную (конечную) вариацию Фреше на {\displaystyle D_{n}}. Класс всех таких функций обозначается через {\displaystyle F(D_{n})}.
При {\displaystyle n=2} этот класс был введён М. Фреше в связи с исследованием общего вида билинейного непрерывного функционала {\displaystyle U(\varphi _{1},\varphi _{2})} в пространстве непрерывных на квадрате {\displaystyle Q_{2}=[a,\;b]\times [a,\;b]} функций вида {\displaystyle \varphi _{1}(x_{1})\varphi _{2}(x_{2})}. Он доказал, что всякий такой функционал представляется в виде
{\displaystyle U(\varphi _{1},\;\varphi _{2})=\int \limits _{a}^{b}\int \limits _{a}^{b}\varphi _{1}(x_{1})\varphi _{2}(x_{2})\,d_{x_{l}}d_{x_{2}}u(x_{1},\;x_{2}),}
где {\displaystyle u(x_{1},\;x_{2})\in F(Q_{2})}, {\displaystyle u(a,\;x_{2})\equiv u(x_{1},\;b)\equiv 0}.
Позднее было показано, что для {\displaystyle 2\pi }-периодических функций класса {\displaystyle f(Q_{n})} ({\displaystyle Q_{n}=[0,\;2\pi ]\times \ldots \times [0,\;2\pi ]}) справедливы аналоги многих классических признаков сходимости рядов Фурье. Так, например, если {\displaystyle f(x)\in F(Q_{n})}, {\displaystyle n=2,\;3,\;\ldots }, то прямоугольные частичные суммы ряда Фурье функции {\displaystyle f(x)} в каждой точке {\displaystyle x=(x_{1},\;x_{2},\ldots ,\;x_{n})} сходятся к числу
{\displaystyle {\frac {1}{2^{n}}}\sum f(x_{1}\pm 0,\;x_{2}\pm 0,\;\ldots ,\;x_{n}\pm 0),}
где суммирование распространяется на все {\displaystyle 2^{n}} возможных комбинаций знаков {\displaystyle \pm }. При этом, если функция непрерывна, то сходимость равномерная. Это аналог признака Жордана.